# Lžidimitrij

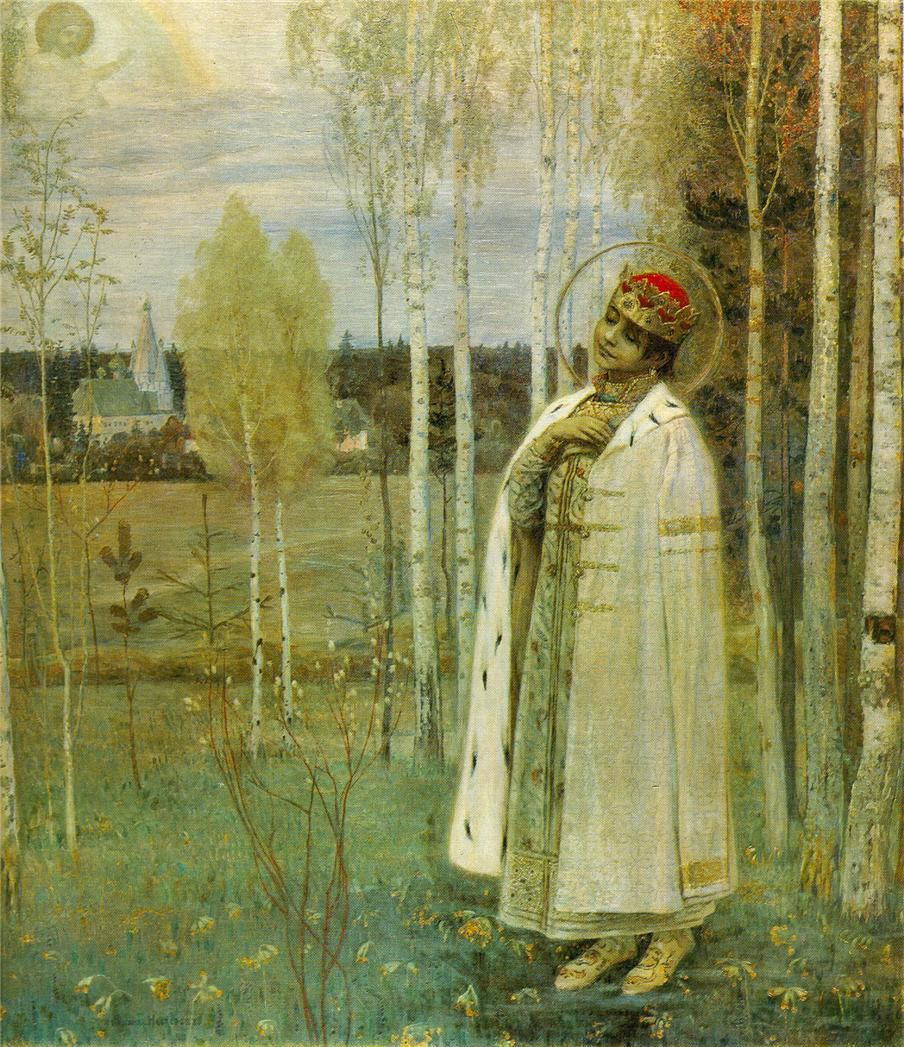
Carevič Dimitrij, obraz Michaila Vasiljeviče Něstěrova z roku 1899.

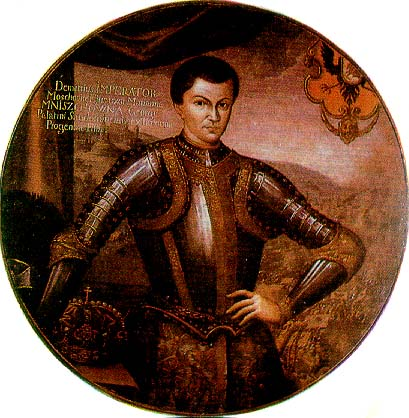
Lžidimitrij i.

Lžidimitrij je souhrnné označení pro několik samozvanců, kteří po vymření ruské dynastie Rurikovců smrtí cara Fjodora I. roku 1597 o sobě tvrdili, že jsou synem cara Ivana Hrozného, carevičem Dimitrijem, respektive jeho synem, a domáhali se carského trůnu. Podle nich carevič Dimitrij pokus o své zavraždění roku 1591 přežil a od té doby se skrýval.

## Lžidimitrij I.
Prvním ze Lžidimitrijů byl tzv. Lžidimitrij I. (1580–1606), pravděpodobně mnich Čudovského kláštera jménem Jurij Otrepjev, kterému se po smrti Borise Godunova podařilo stát se v letech 1605–1606 carem. Když se po jeho sňatku s Marinou, dcerou sandoměřského vojvody Jerzyho Mniszka, dopouštěla polská družina, která carevnu do Moskvy provázela, různých výstředností a okázale projevovaným katolicismem pobuřovala pravoslavné ruské elity, propuklo proti němu pod vedením Vasilije Šujského spiknutí. Lžidimitrij se snažil uprchnout, ale při výskoku z okna se zranil a byl na nádvoří Kremlu ubit střelci, palácovou stráží ruských carů. Jeho tělo bylo poté vystaveno na Rudém náměstí a spáleno na hranici. Polská družina zmasakrována, carevně Marině a jejímu otci se však podařilo uniknout.

## Lžidimitrij II.

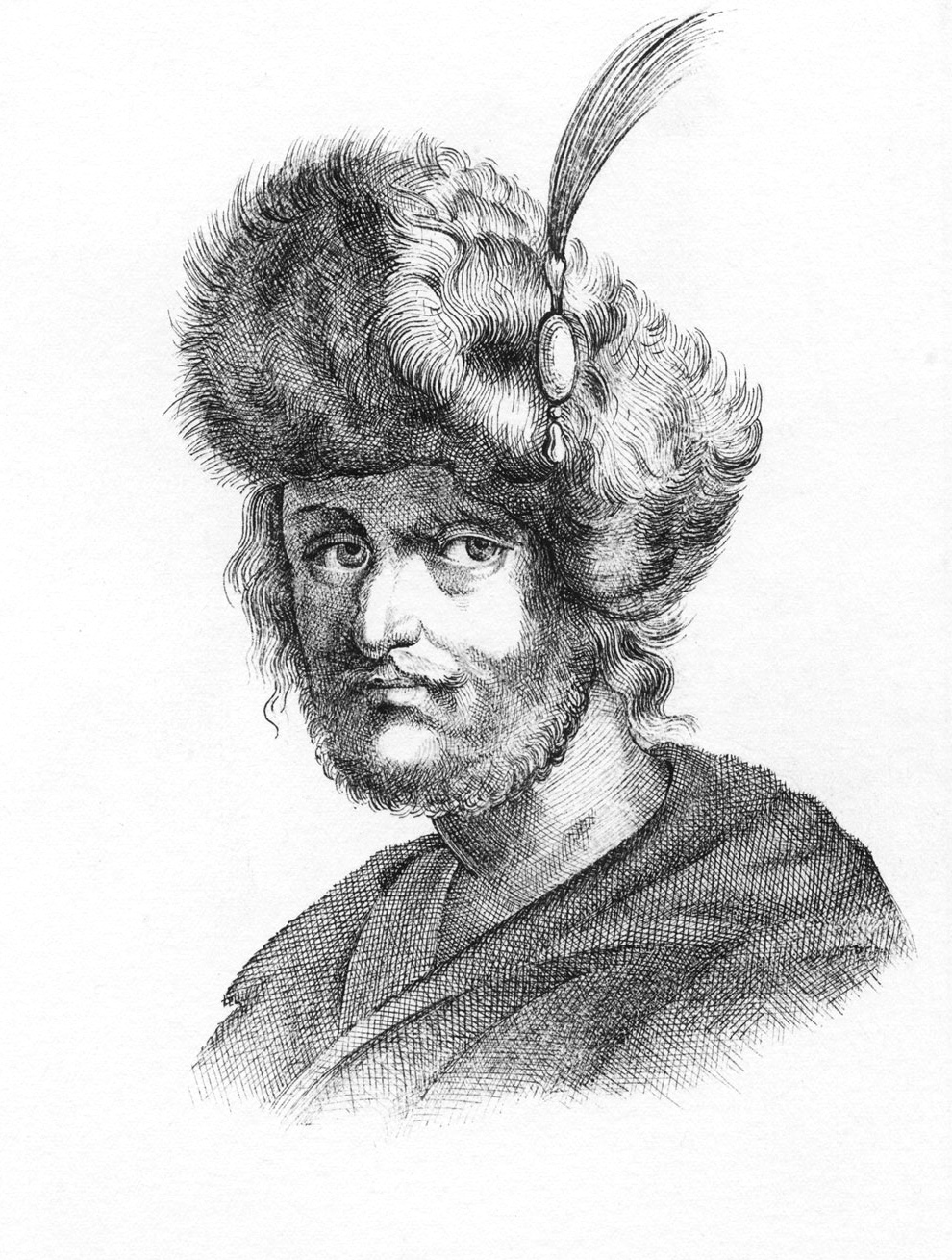
Lžidimitrij II.

Lžidimitrij II. se objevil roku 1607, tvrdil, že je car Dimitrij, který zázračně unikl zabití v Moskvě. Přitom však nebyl Lžidimitrijovi I. vzhledem příliš podobný. Byl podporován Poláky a kozáky, několikrát porazil carské vojsko a dočasně opanoval celou západní část moskevského carství. Za pravého jej dokonce uznala i bývalá carevna Marina a stala se jeho manželkou. Při tažení na Moskvu se usadil ve vsi Tušino, odtud jeho přezdívka Tušinský car nebo také Tušinský zloděj, jak jej označoval legitimní car Vasilij IV. Když se Poláci zmocnili Moskvy pro Vladislava, syna Zikmunda III., ustoupil do Kalugy, kde byl 11. prosince roku 1610 zastřelen pokřtěným tatarským šlechticem Petrem Urusovem.

## Lžidimitrij III.
Lžidimitrij III., bývalý diakon jménem Isidor, se zmocnil roku 1611 Pskova, ale již roku 1613 byl zajat a popraven.

## Lžidimitrij IV.
Lžidimitrij IV. se nevydával za careviče Dimitrije, ale za jeho syna a syna carevny Mariny. Byl uznán od polského krále Vladislava IV. a vypraven na Rus. Dlouho se neudržel a musel uprchnout do Švédska a do Holštýnska, odkud byl vydán caru Alexeji I. Michajloviči a roku 1665 popraven.